# Campionati mondiali di sollevamento pesi 1982
I Campionati mondiali di sollevamento pesi 1982, 56ª edizione della manifestazione, si svolsero a Lubiana, in Jugoslavia, dal 18 al 26 settembre 1982, e furono considerati validi anche come 63° campionati europei di sollevamento pesi.

## Titoli in palio
| Categoria            | Eventi         | Atleti |
| -------------------- | -------------- | ------ |
| Pesi mosca           | Fino a 52 kg   | 17     |
| Pesi gallo           | Fino a 56 kg   | 17     |
| Pesi piuma           | Fino a 60 kg   | 22     |
| Pesi leggeri         | Fino a 67.5 kg | 14     |
| Pesi medi            | Fino a 75 kg   | 27     |
| Pesi massimi leggeri | Fino a 82.5 kg | 26     |
| Pesi mediomassimi    | Fino a 90 kg   | 27     |
| Pesi massimi primi   | Fino a 100 kg  | 21     |
| Pesi massimi         | Fino a 110 kg  | 20     |
| Pesi supermassimi    | Oltre i 110 kg | 15     |

## Nazioni partecipanti
Le nazioni che hanno partecipato ai campionati furono 37 per un totale di 206 atleti partecipanti. Tra questi, la suddivisione continentale è la seguente: 138 atleti europei, 19 americani, 41 asiatici, 8 africani e 0 oceaniani. Tra parentesi i partecipanti per nazione.
- Albania (6)
- Austria (7)
- Bulgaria (10)
- Canada (3)
- Cecoslovacchia (10)
- Cina (10)
- Corea del Sud (5)
- Cuba (7)
- Danimarca (2)
- Egitto (5)
- Finlandia (2)
- Francia (4)
- Germania Est (9)
- Germania Ovest (6)
- Giappone (10)
- Grecia (6)
- Indonesia (5)
- Iran (10)
- Israele (2)
- Italia (4)
- Jugoslavia (10)
- Libia (1)
- Norvegia (5)
- Paesi Bassi (1)
- Palestina (1)
- Polonia (10)
- Portogallo (2)
- Regno Unito (4)
- Romania (7)
- Spagna (2)
- Stati Uniti (9)
- Svezia (5)
- Svizzera (2)
- Tunisia (2)
- Turchia (5)
- Ungheria (7)
- Unione Sovietica (10)

## Risultati
| Evento  | Oro                | Oro      | Argento            | Argento  | Bronzo                 | Bronzo   |
| 52 kg   | 52 kg              | 52 kg    | 52 kg              | 52 kg    | 52 kg                  | 52 kg    |
| ------- | ------------------ | -------- | ------------------ | -------- | ---------------------- | -------- |
| Strappo | Jacek Gutowski     | 115,0 kg | Hidemi Miyashita   | 110,0 kg | Ljubomir Hadžiev       | 107,5 kg |
| Slancio | Stefan Leletko     | 142,5 kg | Ženja Sarandaliev  | 137,5 kg | Ljubomir Hadžiev       | 135,0 kg |
| Totale  | Stefan Leletko     | 250,0 kg | Ženja Sarandaliev  | 245,0 kg | Jacek Gutowski         | 245,0 kg |
| 56 kg   |                    |          |                    |          |                        |          |
| Strappo | Anton Kodžabašev   | 125,0 kg | Wu Shude           | 125,0 kg | Frank Mavius           | 120,0 kg |
| Slancio | Anton Kodžabašev   | 155,0 kg | Oksen Mirzoyan     | 152,5 kg | Andreas Letz           | 147,5 kg |
| Totale  | Anton Kodžabašev   | 280,0 kg | Oksen Mirzoyan     | 272,5 kg | Wu Shude               | 270,0 kg |
| 60 kg   |                    |          |                    |          |                        |          |
| Strappo | Andreas Behm       | 135,0 kg | Daniel Núñez       | 132,5 kg | Yourik Sargsyan        | 132,5 kg |
| Slancio | Yourik Sargsyan    | 170,0 kg | Andreas Behm       | 165,0 kg | Daniel Núñez           | 162,5 kg |
| Totale  | Yourik Sargsyan    | 302,5 kg | Andreas Behm       | 300,0 kg | Daniel Núñez           | 295,0 kg |
| 67,5 kg |                    |          |                    |          |                        |          |
| Strappo | Piotr Mandra       | 150,0 kg | Virgil Dociu       | 140,0 kg | Zhao Xinmin            | 135,0 kg |
| Slancio | Joachim Kunz       | 177,5 kg | Piotr Mandra       | 175,0 kg | Zhao Xinmin            | 170,0 kg |
| Totale  | Piotr Mandra       | 325,0 kg | Virgil Dociu       | 310,0 kg | Zhao Xinmin            | 305,0 kg |
| 75 kg   |                    |          |                    |          |                        |          |
| Strappo | Janko Rusev        | 157,5 kg | Vladimir Michalëv  | 152,5 kg | Edward Kulis           | 150,0 kg |
| Slancio | Janko Rusev        | 209,0 kg | Minčo Pašov        | 208,5 kg | Karl-Heinz Radschinsky | 192,5 kg |
| Totale  | Janko Rusev        | 365,0 kg | Minčo Pašov        | 357,5 kg | Vladimir Michalëv      | 345,0 kg |
| 82,5 kg |                    |          |                    |          |                        |          |
| Strappo | Asen Zlatev        | 180,0 kg | Oleksandr Pervij   | 175,0 kg | Francisco Ferreira     | 160,0 kg |
| Slancio | Asen Zlatev        | 220,0 kg | Oleksandr Pervij   | 217,5 kg | Horst Appel            | 195,0 kg |
| Totale  | Asen Zlatev        | 400,0 kg | Oleksandr Pervij   | 392,5 kg | Bertalan Mandzák       | 350,0 kg |
| 90 kg   |                    |          |                    |          |                        |          |
| Strappo | Blagoj Blagoev     | 192,5 kg | Jurij Vardanjan    | 185,0 kg | Péter Baczakó          | 170,0 kg |
| Slancio | Blagoj Blagoev     | 222,5 kg | Andrzej Piotrowski | 212,5 kg | Jurij Vardanjan        | 210,0 kg |
| Totale  | Blagoj Blagoev     | 415,0 kg | Jurij Vardanjan    | 395,0 kg | Frank Mantek           | 377,5 kg |
| 100 kg  |                    |          |                    |          |                        |          |
| Strappo | Jurij Zacharevič   | 195,0 kg | Viktor Soc         | 190,0 kg | Bruno Matykiewicz      | 180,0 kg |
| Slancio | Viktor Soc         | 232,5 kg | Jurij Zacharevič   | 225,0 kg | Bruno Matykiewicz      | 217,5 kg |
| Totale  | Viktor Soc         | 422,5 kg | Jurij Zacharevič   | 420,0 kg | Bruno Matykiewicz      | 397,5 kg |
| 110 kg  |                    |          |                    |          |                        |          |
| Strappo | Sergej Arakelov    | 190,0 kg | Vjačeslav Klokov   | 190,0 kg | Jordan Čalăkov         | 180,0 kg |
| Slancio | Sergej Arakelov    | 237,5 kg | Vjačeslav Klokov   | 237,5 kg | Anton Baraniak         | 230,0 kg |
| Totale  | Sergej Arakelov    | 427,5 kg | Vjačeslav Klokov   | 427,5 kg | Anton Baraniak         | 405,0 kg |
| +110 kg |                    |          |                    |          |                        |          |
| Strappo | Antonio Krăstev    | 200,0 kg | Anatolij Pisarenko | 197,5 kg | Pavel Khek             | 192,5 kg |
| Slancio | Anatolij Pisarenko | 247,5 kg | Antonio Krăstev    | 242,5 kg | Bohuslav Braum         | 230,0 kg |
| Totale  | Anatolij Pisarenko | 445,0 kg | Antonio Krăstev    | 442,5 kg | Bohuslav Braum         | 420,0 kg |

## Medagliere

### Grandi (totale)
Riferito al totale dell'esercizio: 9 nazioni sono entrate nel medagliere.
| Posiz. | Nazione          | Oro | Argento | Bronzo | Totale |
| ------ | ---------------- | --- | ------- | ------ | ------ |
| 1      | Unione Sovietica | 4   | 5       | 1      | 10     |
| 2      | Bulgaria         | 4   | 3       | 0      | 7      |
| 3      | Polonia          | 2   | 0       | 1      | 3      |
| 4      | Germania Est     | 0   | 1       | 1      | 2      |
| 5      | Romania          | 0   | 1       | 0      | 1      |
| 6      | Cecoslovacchia   | 0   | 0       | 3      | 3      |
| 7      | Cina             | 0   | 0       | 2      | 2      |
| 8      | Cuba             | 0   | 0       | 1      | 1      |
| 8      | Ungheria         | 0   | 0       | 1      | 1      |
| Totale | Totale           | 10  | 10      | 10     | 30     |

### Grandi (totale) e Piccole (Strappo e slancio)
Riferito al totale dell'esercizio e delle due specialità: 11 nazioni sono entrate nel medagliere. 
| Posiz. | Nazione          | Oro | Argento | Bronzo | Totale |
| ------ | ---------------- | --- | ------- | ------ | ------ |
| 1      | Bulgaria         | 13  | 6       | 3      | 22     |
| 2      | Unione Sovietica | 10  | 15      | 3      | 28     |
| 3      | Polonia          | 5   | 2       | 2      | 9      |
| 4      | Germania Est     | 2   | 2       | 3      | 7      |
| 5      | Romania          | 0   | 2       | 0      | 2      |
| 6      | Cina             | 0   | 1       | 4      | 5      |
| 7      | Cuba             | 0   | 1       | 3      | 4      |
| 8      | Giappone         | 0   | 1       | 0      | 1      |
| 9      | Cecoslovacchia   | 0   | 0       | 8      | 8      |
| 10     | Ungheria         | 0   | 0       | 2      | 2      |
| 10     | Germania Ovest   | 0   | 0       | 2      | 2      |
| Totale | Totale           | 30  | 30      | 30     | 90     |